# Crotalus ericsmithi
Espèce
Crotalus ericsmithi est une espèce de serpents de la famille des Viperidae. 

## Répartition
Cette espèce est endémique de l'État de Guerrero dans le sud-ouest du Mexique.

## Description
L'holotype de Crotalus ericsmithi, un mâle adulte, mesure 540 mm dont 86 mm pour la queue. Son dos est marqué par 36 motifs en forme de losange de couleur orange et surlignés de noir. Sa face ventrale est blanc perlé. C'est un serpent venimeux.

## Étymologie
Cette espèce est nommée en l'honneur de Eric Nelson Smith.

## Publication originale
- Campbell & Flores-Villela, 2008 : A New Long-Tailed Rattlesnake (Viperidae) From Guerrero, Mexico. Herpetologica, vol. 64, n. 2, p. 246-257 (texte intégral).